# Kouty nad Desnou
Kouty nad Desnou (deutsch Winkelsdorf) ist ein Ortsteil der Gemeinde Loučná nad Desnou (Wiesenberg) in Tschechien im Okres Šumperk.

## Geographie
Kouty nad Desnou liegt 18 Kilometer nordöstlich von Šumperk (Mährisch Schönberg). Der Ort erstreckt sich östlich des Hauptkamms des Altvatergebirges im Tal der Divoká Desná (Stille Teß), die sich im Ort mit der Hučivá Desná (Rauschende Teß) und dem Divoký potok (Stiller Bach) zur Desná (Teß) vereinigt. Durch den Ort führt die Staatsstraße von Šumperk über den Červenohorské sedlo (Roterbergsattel) nach Jeseník. Kouty nad Desnou ist Endpunkt einer Eisenbahnstrecke von Šumperk.
Nordwestlich erhebt sich die Černá stráň (Schwarze Leiten, 1236 m), im Norden die Suchá hora (Dürreberg, 1019 m), östlich der Malý Jezerník (Kleiner Seeberg, 1200 m), Velký Jezerník (Großer Seeberg, 1306 m), Malý Děd (Leiterberg, 1354 m), Medvědí hřbet (Bärenkamm, 1261 m), Velký Děd (Großer Vaterberg, 1379) und der Praděd (Altvater, 1492 m). Nach Südosten liegen der Tupý vrch (Sümpfenkamm, 1121 m), Medvědí hora (Bärenberg, 1159 m), Mravenečník (Ameisenhübel, 1342 m) und das Pumpspeicherwerk Dlouhé stráně. Südlich erhebt sich der Skáky (Steinberg, 864 m).
Nachbarorte sind Annín und Andělské Žleby im Norden, Červená Horá, Albrechtov und Bělá im Nordosten, Vidly im Osten, Rejhotice und Bukovice im Südwesten sowie Přemyslov im Westen.

## Geschichte
Die Besiedelung des zur Herrschaft Wiesenberg gehörigen Dorfes Winkelsdorf erfolgte zum Ende des 18. Jahrhunderts.
1767 gründete der Glasmacher Seewald an der Rauschenden Teß die Glashütte Engelsthal. 1780 erklärte Seewald in Brünn seinen Bankrott und die Hütte ging in den Besitz der Herrschaft über. In den Jahren 1803 bis 1815 wurde unterhalb der Glashütte linksseitig der Rauschenden Teß die Glasmachersiedlung Annaberg angelegt. 1829 erfolgte die Verlegung der Glashütte nach Reitendorf.
Nach der Aufhebung der Patrimonialherrschaften bildete Winkelsdorf mit den Ortsteilen Engelsthal und Annaberg ab 1850 eine Gemeinde im politischen Bezirk Mährisch Schönberg und Gerichtsbezirk Wiesenberg. Zum Kataster gehörten große Waldgebiete einschließlich des Heidebrünnls (Vřesová studánka) am Rotenberg (Červená hora) und der Schweizerei am Leiterberg. 1897 wurde eine Waldeisenbahn angelegt, die von Winkelsdorf in zwei Strecken von zwei bzw. drei Kilometern auf die Schwarzen Leiten bzw. zu den Käuligbergen (Velký Klín, Malý Klín) führte. Im Jahre 1904 entstand die Lokalbahnstrecke von Petersdorf nach Winkelsdorf als Anschluss zu Strecke Mährisch Schönberg-Zöptau. Die Familie des Großindustriellen Otto Primavesi, ließ zwischen 1913 und 1915 in Winkelsdorf eine von Josef Hoffmann geplante Villa erbauen, in der unter anderen Gustav Klimt und Anton Hanak regelmäßige Gäste waren. Zuletzt feierte Klimt dort mit den Primavesis und Freunden den Jahreswechsel 1917/18. Nach Ende des Ersten Weltkrieges war das Haus seltener bewohnt, bis es im Jahr 1920 vermutlich durch Brandstiftung zerstört wurde.
1930 hatte die Gemeinde 685 Bewohner. Nach dem Münchner Abkommen wurde Winkelsdorf dem Deutschen Reich zugeschlagen und gehörte bis 1945 zum Landkreis Mährisch Schönberg. 1939 lebten in der Gemeinde 669 Menschen. Am Himmelfahrtstag 1946 brannte die Kapelle am Heidebrünnl nach einem Blitzeinschlag nieder. Nach der Vertreibung der Deutschen sank die Einwohnerzahl deutlich. 1961 erfolgte die Eingemeindung nach Loučná nad Desnou. 1991 hatte der Ort 150 Einwohner. Im Jahre 2001 bestand das Dorf aus 40 Häusern, in denen 129 Menschen lebten. Heute ist Kouty vor allem ein Erholungsort und Wintersportzentrum mit mehreren Skiliften.

## Ortsgliederung
Zu Kouty nad Desnou gehören die Ansiedlungen Andělské Žleby (Engelsthal), Annín (Annaberg) und Červená Hora (Roterberg Bauden) sowie die Bergbaude Švýcárna (Schweizerei).

## Sehenswürdigkeiten
- Reste der Waldeisenbahn
- Säule aus dem Jahre 1683, errichtet durch den Förster Zeydler, der an dieser Stelle den letzten Bären im Tal der Teß erlegte. Später wurde die Säule auch mit den Hexenprozessen von Groß Ullersdorf in Verbindung gebracht, da Zeydler dem Inquisitionstribunal angehörte.

## Verkehr

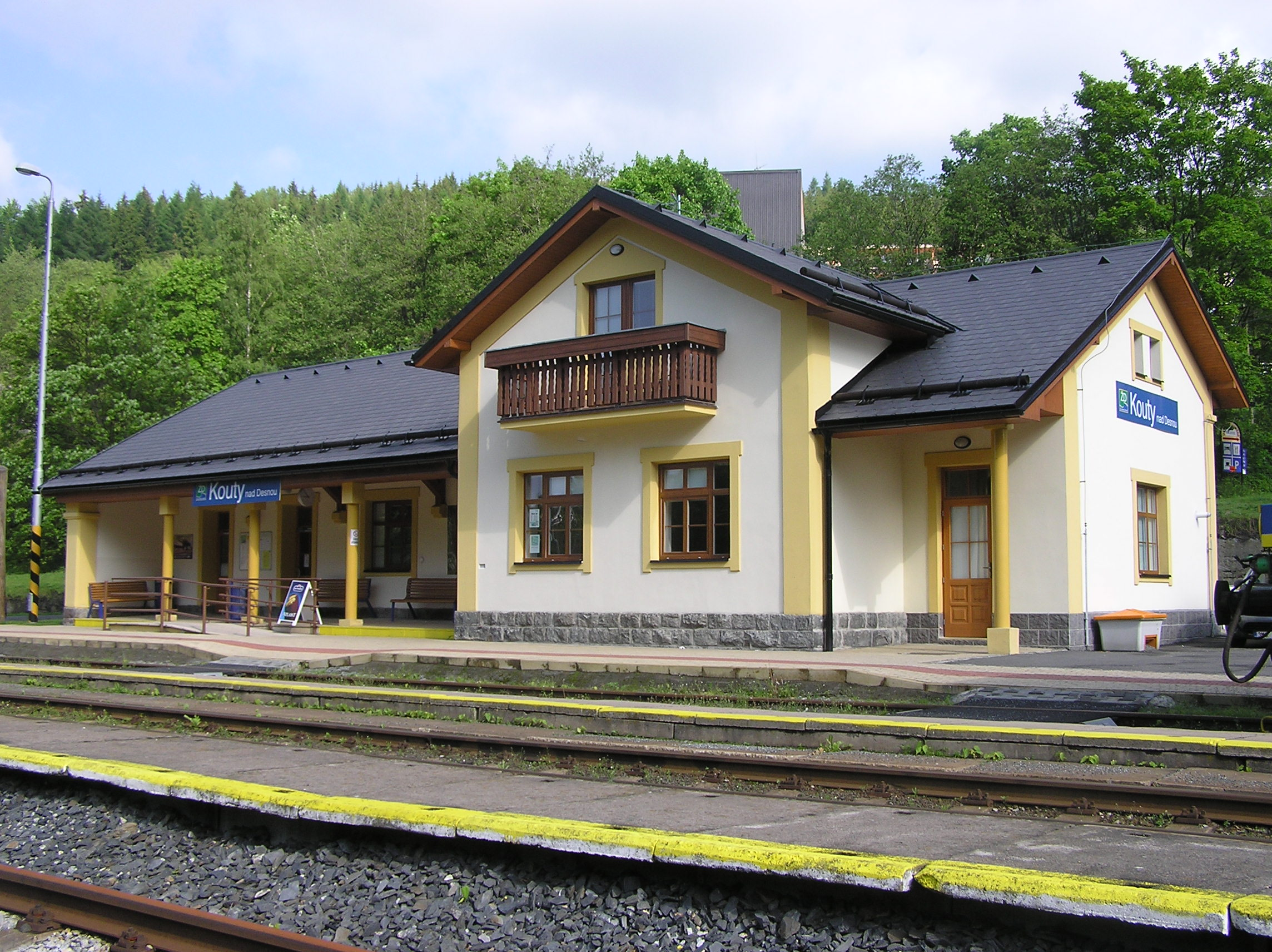

Durch den Ort führt die Staatsstraße von Šumperk (Mährisch Schönberg) über den Červenohorské sedlo (Roterbergsattel) nach Jeseník.
Der Bahnhof Kouty nad Desnou ist die Endstation an der Eisenbahnstrecke von Petersdorf (Petrov nad Desnou – Kouty nad Desnou). Es verkehren hier Lokalzüge des Unternehmens Veolia Transport Morava a.s nach Šumperk sowie Busse nach Jesenik.